# Frank Schneider (Musikwissenschaftler)

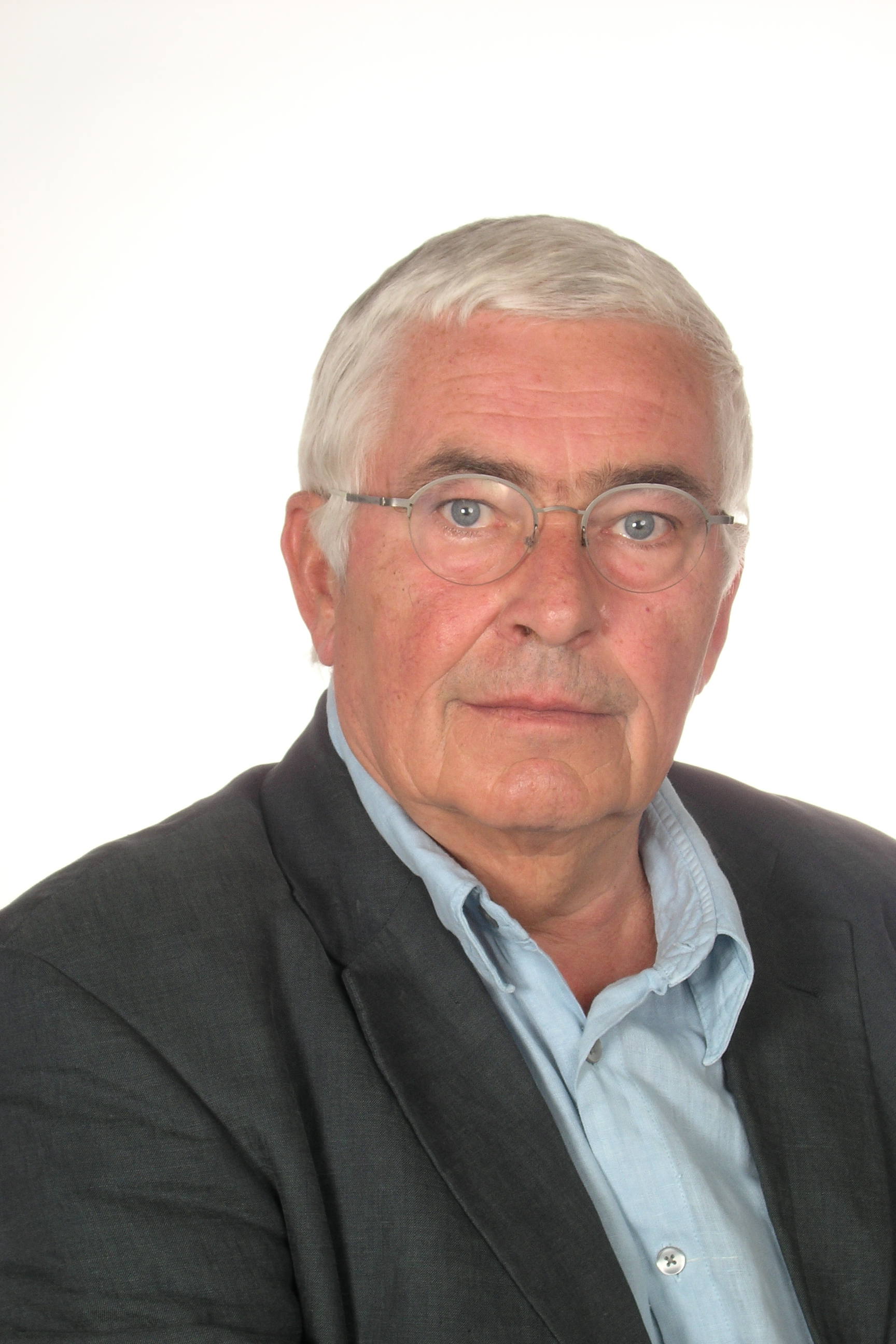
Frank Schneider

Frank Schneider (* 1942 in Großerkmannsdorf, Landkreis Dresden) ist ein deutscher Musikwissenschaftler.

## Leben
Frank Schneider studierte ab 1961 Kapellmeister an der Musikhochschule Dresden und ab 1964 Musikwissenschaft an der Humboldt-Universität zu Berlin.
1968 begann er seine Tätigkeit als Mitarbeiter am Zentralinstitut für Musikforschung beim Verband der Komponisten und Musikwissenschaftler der DDR, ab 1971 wechselte er als Assistent an die Humboldt-Universität und promovierte dort zum Dr. phil. mit einer Arbeit über das Streichquartettschaffen der DDR. 1975 wurde er Dramaturg an der Komischen Oper und danach ab 1980 Wissenschaftlicher Mitarbeiter am Institut für Ästhetik und Kunstwissenschaften an der Akademie der Wissenschaften der DDR in Berlin. Nach der Promotion B zum Dr. sc. an der Universität Greifswald mit einer Arbeit über politische Implikationen des Komponierens ernannte ihn 1989 die Akademie zum Professor. Er übernahm 1990 bis zur Auflösung der Akademie das Institut als Direktor. 1992 berief ihn der Senat von Berlin zum Intendanten des Schauspielhauses (später Konzerthaus) und des Berliner Sinfonie-Orchesters (BSO, später Konzerthausorchester). In dieser Funktion war er bis 2009 tätig. 
1991 wirkte er in der Jury der Weltmusiktage der Internationalen Gesellschaft für Neue Musik ISCM. Von 1995 bis 2005 unterrichtete er als Honorarprofessor an der Hochschule für Musik „Hanns-Eisler“ Berlin, 2001 wurde er zum Ordentlichen Mitglied der Sächsischen Akademie der Künste gewählt, dort fungierte er 2003 bis 2008 als Sekretär der Klasse Musik.
Schneider lebt in Berlin und ist als freier Musikwissenschaftler publizistisch tätig.

## Auszeichnungen und Ehrungen
- 1989 Hanns-Eisler-Preis
- 1997: Deutscher Kritikerpreis
- 2009: Verdienstorden des Landes Berlin
- 2010: Ehrenmitglied des Deutschen Musikrates

## Veröffentlichungen
- Momentaufnahme. Notate zu Musik und Musikern in der DDR. Reclam, 1979.
- Was frag ich nach der Welt? Politische Portraits großer Komponisten. Reclam, Leipzig 1988.
- Gesammelte Schriften von Alban Berg und Arnold Schönberg. Reclam 1981.
- Das Konzerthaus Berlin. Museums- und Galerieverlag, 1991.
- mit Ulrich Dibelius: Neue Musik im geteilten Deutschland. Dokumente und Kommentare in vier Bänden. Berliner Festspiele, 1993–1999.
- Im Spiel der Wellen. Musik nach Bildern (Herausgeber). Prestel, München 2000
- mit Hermann Danuser: Editionsleitung der CD-Dokumentation des Deutschen Musikrates Musik in Deutschland 1950–2000.
- „von gestern auf heute“ – Schriften zur neuen Musik. Hrsg. Jürgen Otten, Stefan Fricke. Pfau, 2012.
- Eine Welt auf sechzehn Saiten. Gespräche mit dem Vogler Quartett. Berenberg Verlag, Berlin 2015.
- Immer auch ein politischer Impuls. Juan Allende-Blin im Gespräch mit Christian Esch und Frank Schneider. Verlag Klaus-Jürgen Kamprad, Altenburg 2017.
- Form und Klang: Essays und Analysen zur Musik von Friedrich Goldmann von Reiner Kontressowitz (Herausgeber), Gisela Schneider (Herausgeber), Frank Schneider (Autor). Von Bockel Verlag, Neumünster/Holstein 2021.
- Wir, so gut es gelang, haben das Unsre getan: Fragmente aus einem Leben für Neue Musik. Von Bockel Verlag, Neumünster/Holstein 2022, ISBN 978-3-95675-036-6

Seit 1995 arbeitet er an einer Internet-Datenbank zur systematischen Erfassung der komponierten Musik aus Geschichte und Gegenwart im Hinblick auf Stoffe und Motive mit bisher über 330.000 Einträgen.